# مانامی ناکانو
مانامی ناکانو (انگلیسی: Manami Nakano؛ زادهٔ ۳۰ اوت ۱۹۸۶) بازیکن فوتبال اهل ژاپن است که در تیم ملی فوتبال زنان ژاپن بازی کرده‌است.